# Музыкальная шутка (мультфильм)
«Музыкальная шутка» — советский рисованный музыкальный мультфильм, который создал режиссёр Дмитрий Бабиченко в 1944 году. Одна из немногих работ «Союзмультфильма» военного времени с юмористическим содержанием. Звучит музыка Эдварда Грига, Жоржа Бизе, Джоаккино Антонио Россини.
Мультфильм находится в общественном достоянии, так как был выпущен более 70 лет назад.

## Сюжет
Мультфильм представляет собой концертную программу, на которой под популярные мелодии выступают антропоморфные животные — собаки, кошки, мыши, курицы, петухи и т. д.

## Культурные отсылки
- В одном из номеров программы выступает пёс, изображающий Чарли Чаплина, под знаменитую тему из фильма «Огни большого города».